# クリ属
クリ属（クリぞく、学名: Castanea）は、ブナ科クリ亜科に含まれる属の一つ。落葉樹。種子は食用にされ、幹は材木（チェストナット材）にされる。

## 形態・生態

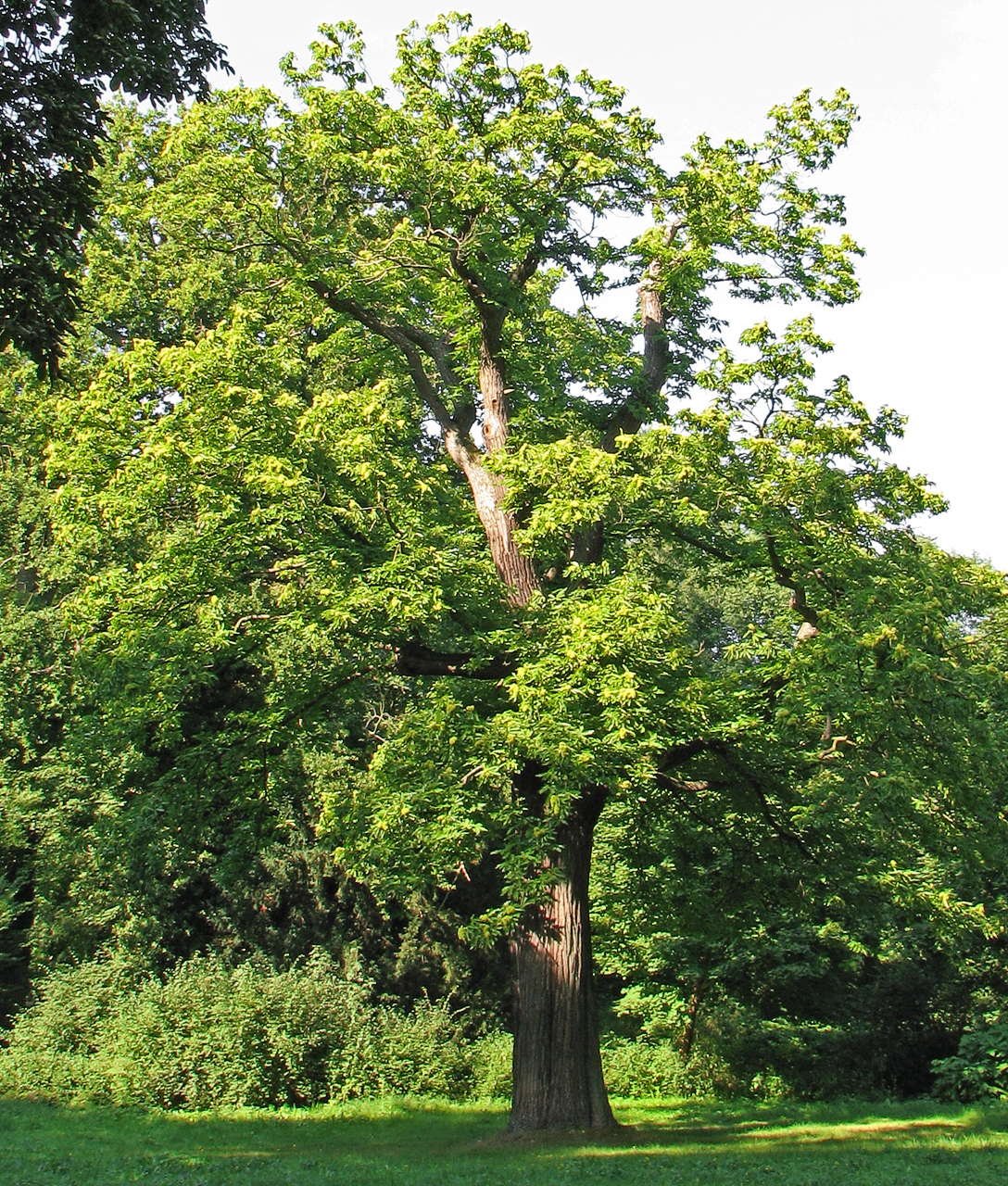
Castanea sativaヨーロッパグリの樹

ほとんどの種は樹高20-40 mにもなるが、チンカピン類は小型で灌木状になる。
葉は単葉で、卵型または倒卵形、葉の長さは10-30 cm、幅は4-10 cm。葉の縁には間隔の広い、鋭く尖った鋸歯があり、鋸歯と鋸歯の間は浅く凹んでいる。
花は白っぽい尾状花序を成し、精液の臭いとも評される特有の臭いがある。蜜源植物でもあり、独特の味があり好みが分かれるが、ミネラル分の多い蜂蜜が採れる。
果実は直径5-11 cmでいがに覆われ、1個から7個の種子が入っている。

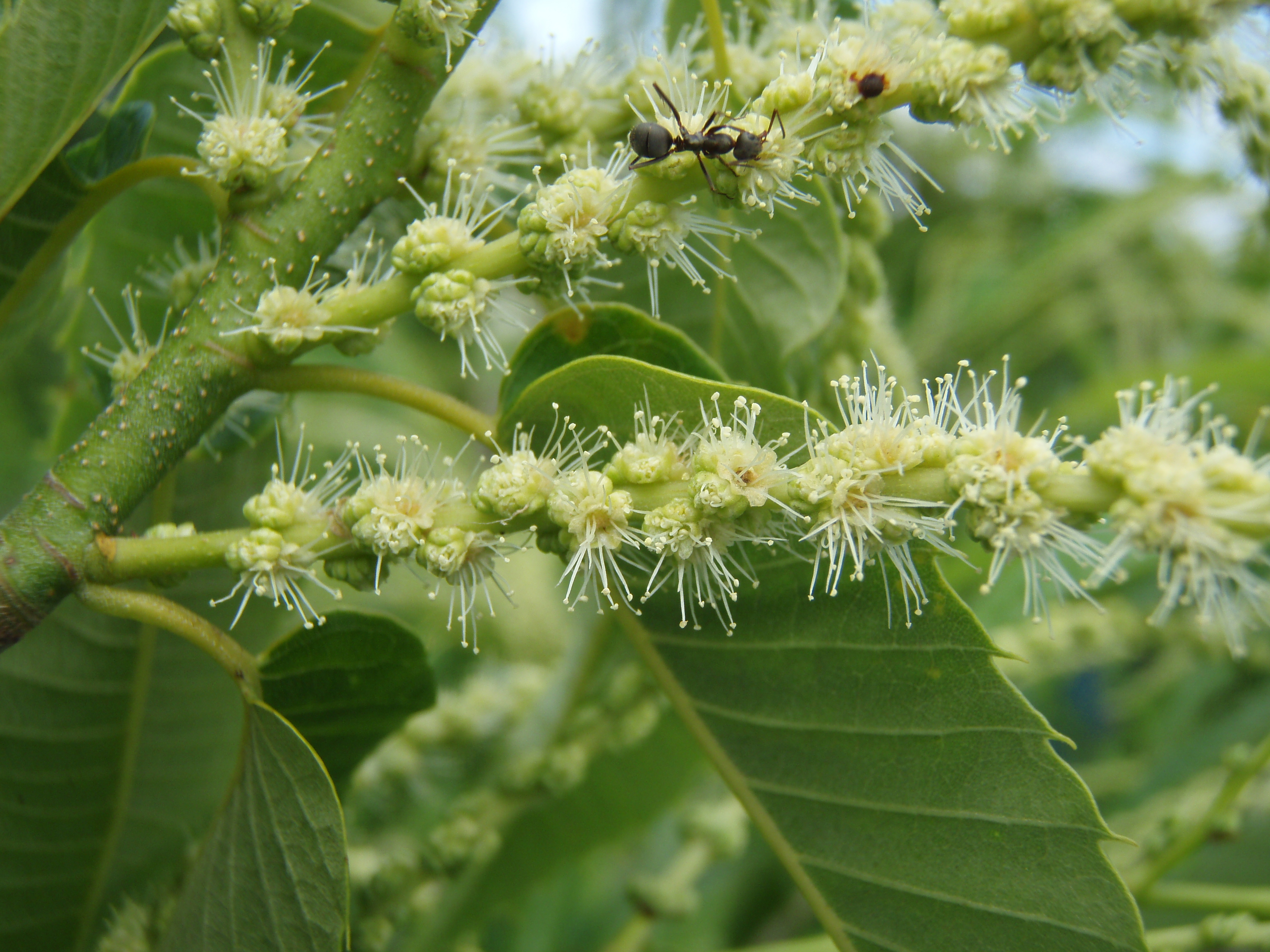
雄花（クリ）
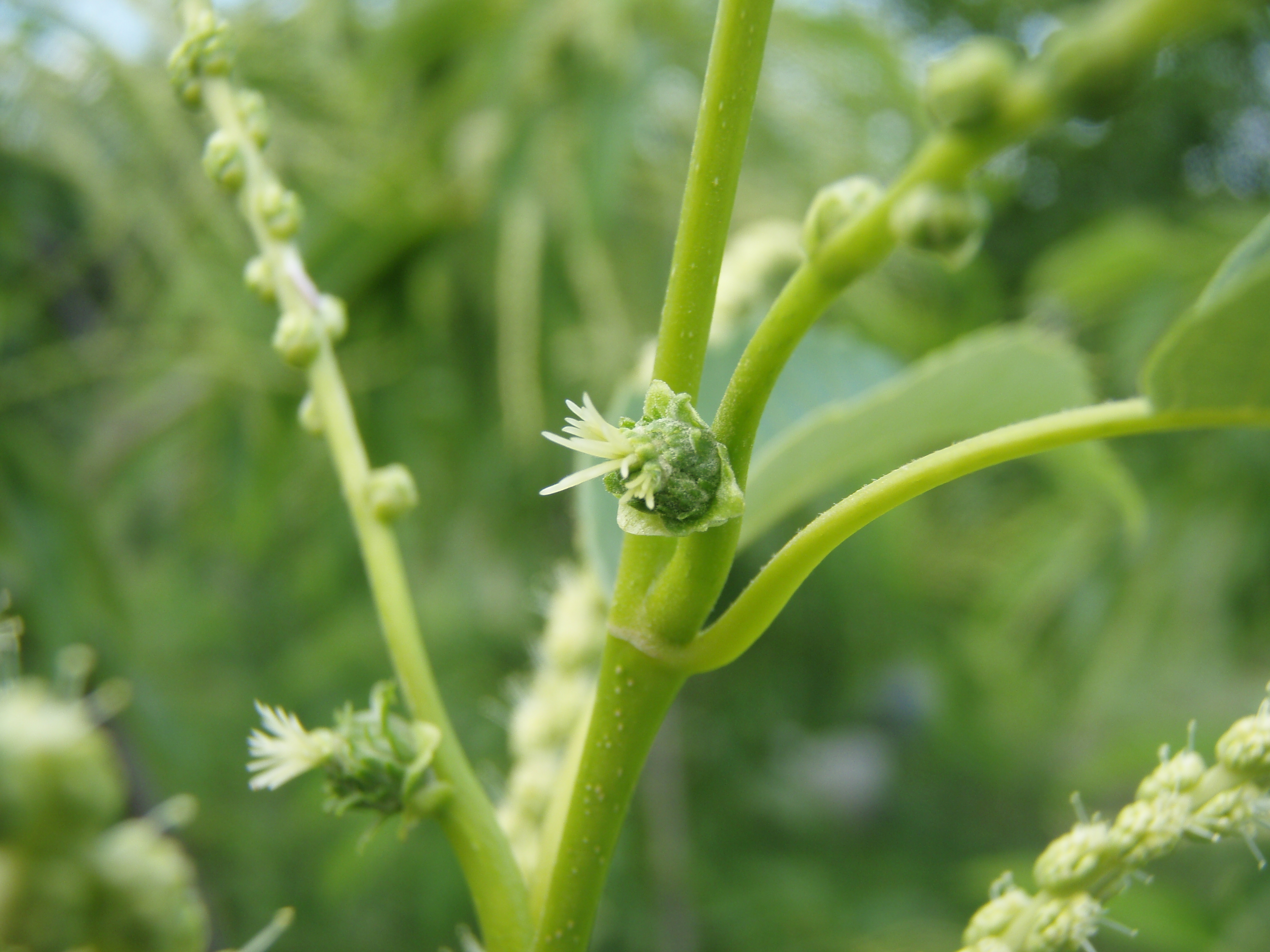
雌花（クリ）
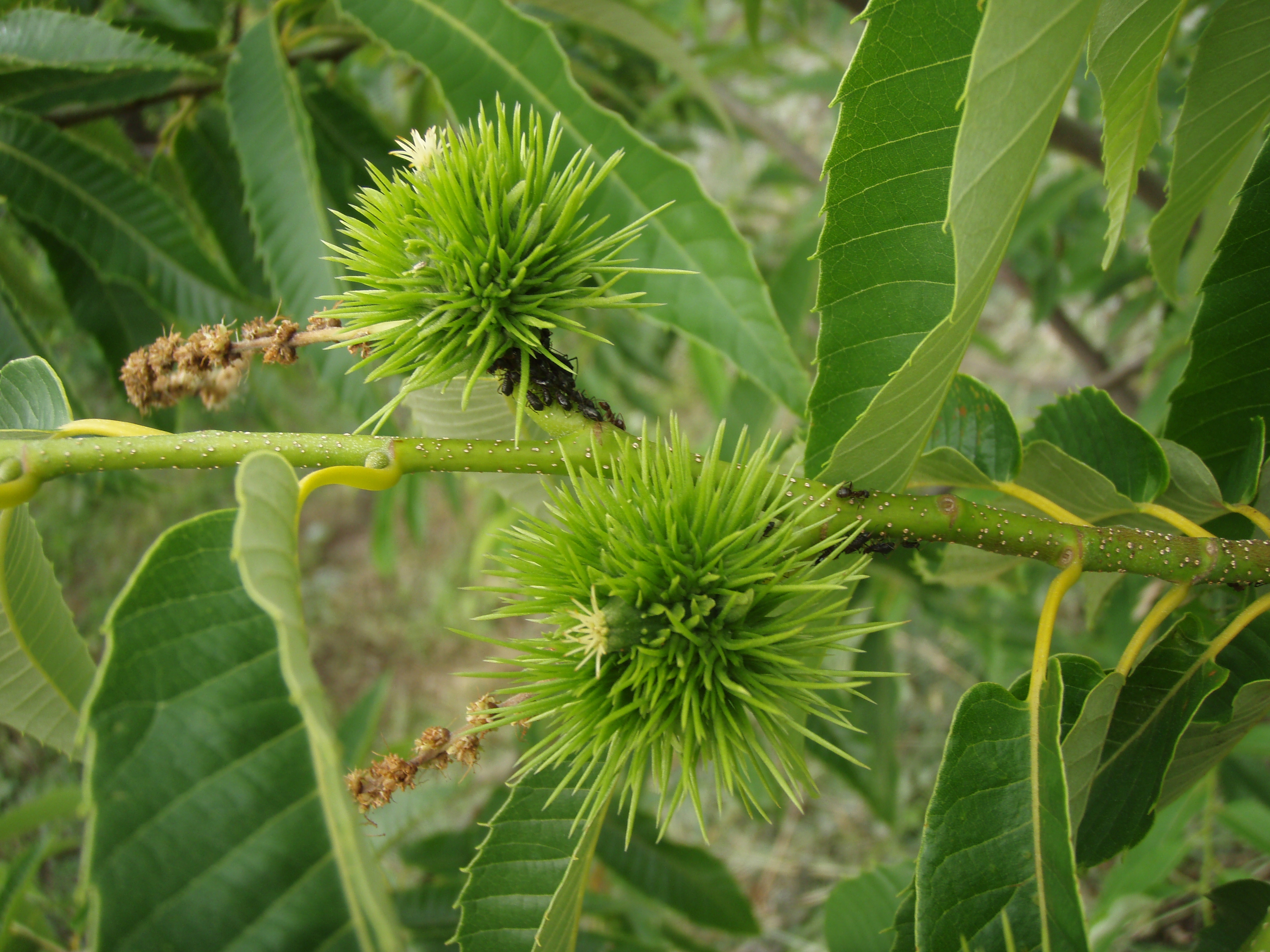
幼果（クリ）
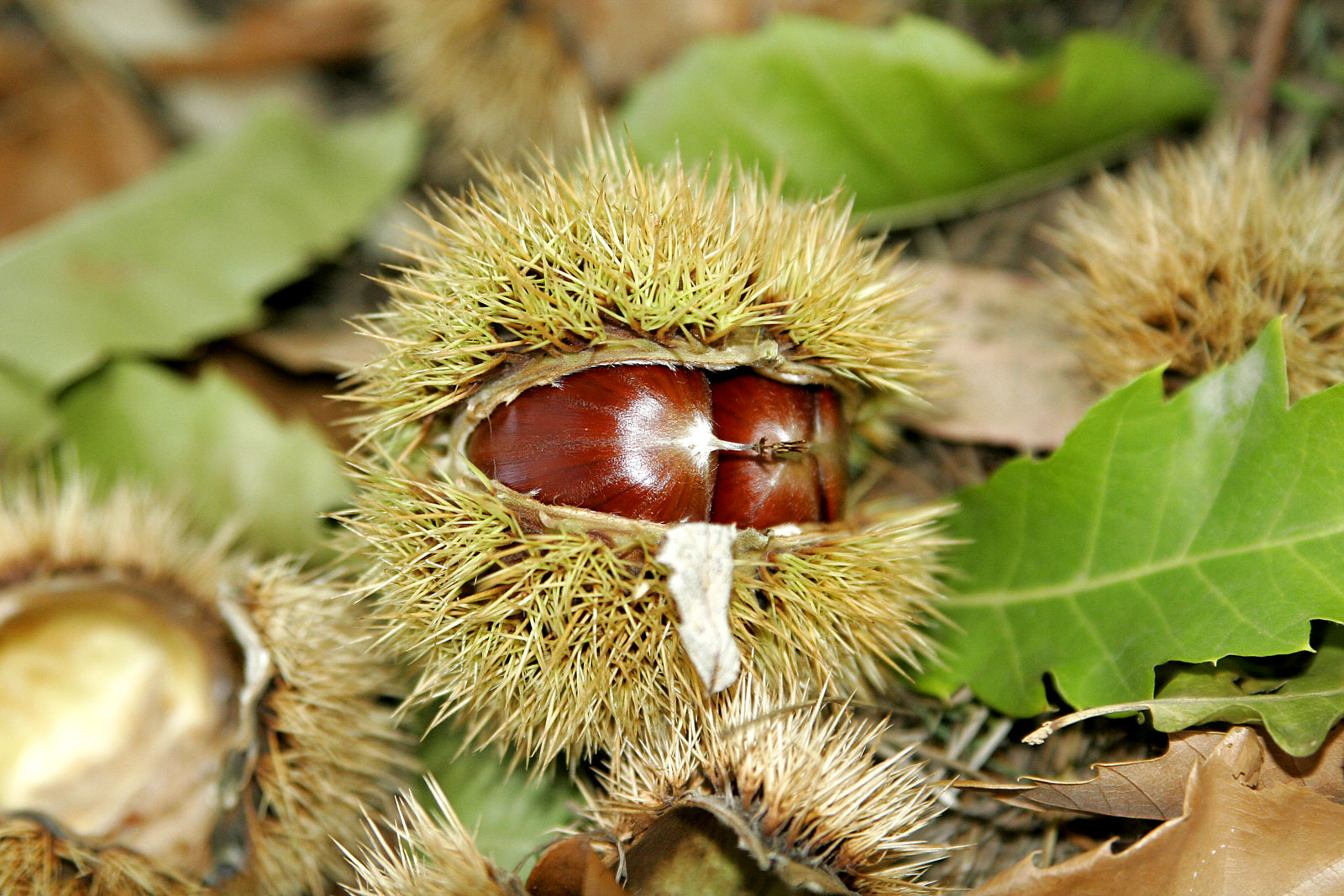
果実（ヨーロッパグリ）
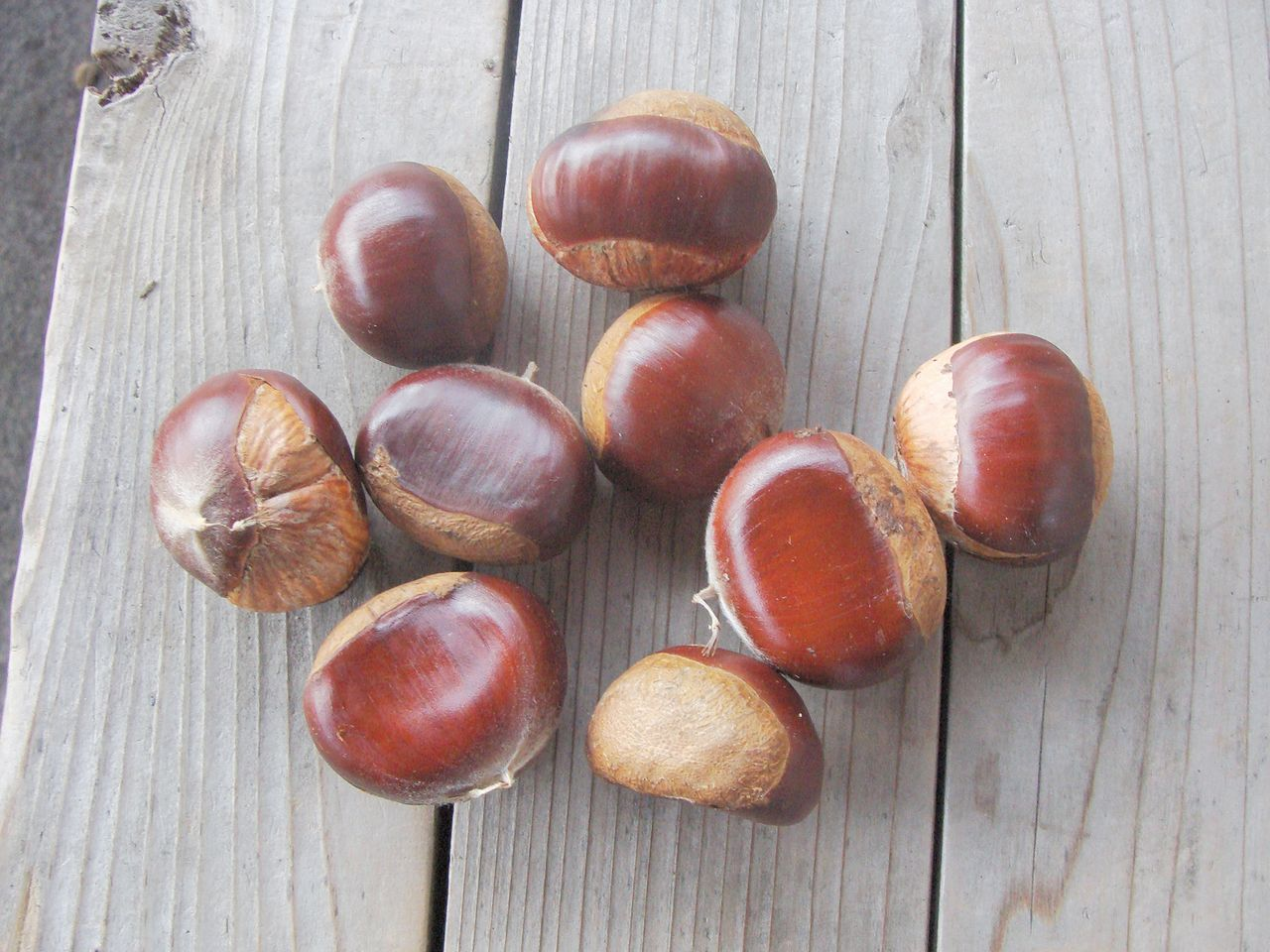
クリの実
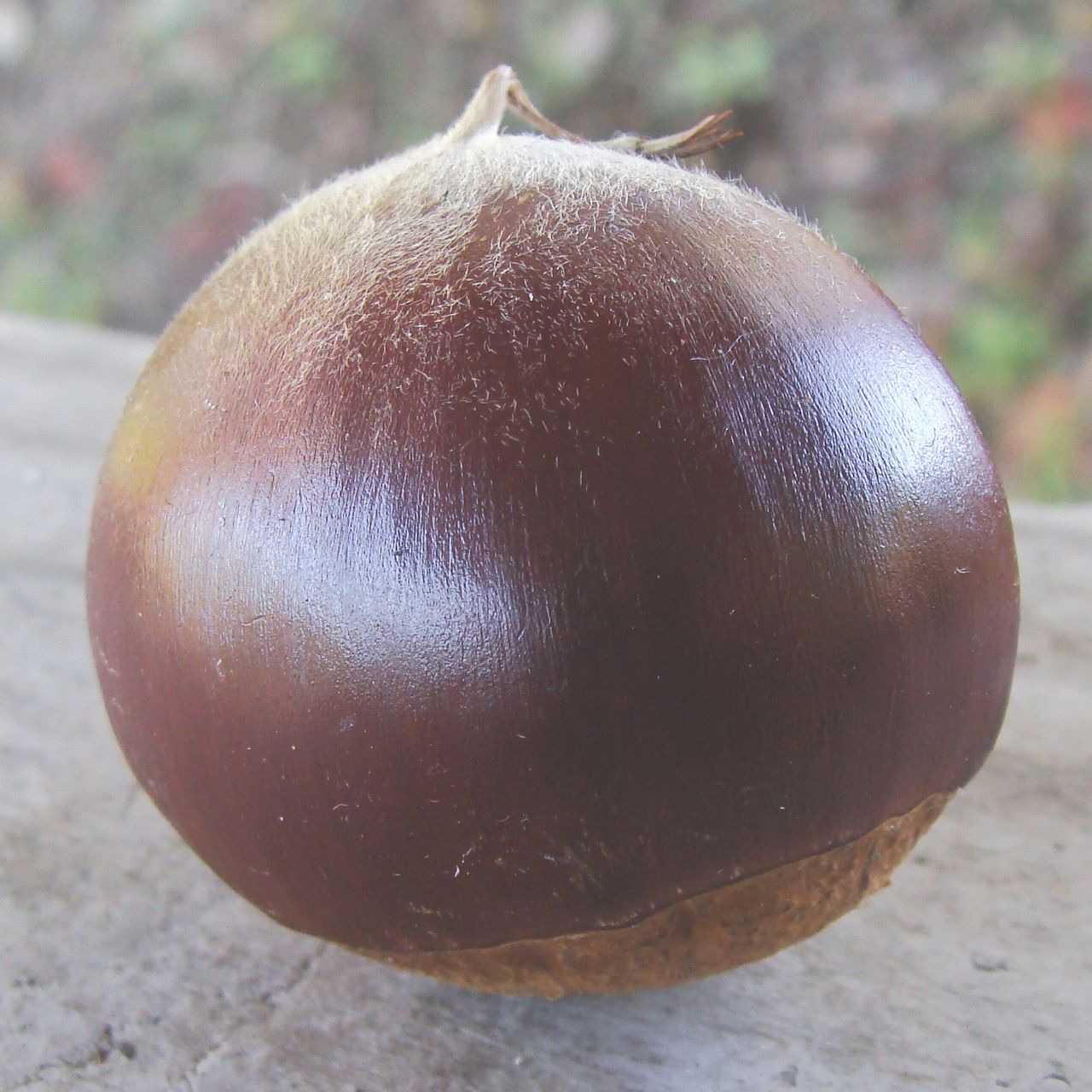
クリの実（拡大）

花崗岩質や結晶片岩質の酸性土壌を好み、石灰岩質などのアルカリ性土壌には生えない。

## 分布
北半球の温暖で湿潤な地域に広く分布している。

## 人間との関わり

### 木材
クリ属の樹は硬く耐久性が高く、木材としては比較的高級品の部類に入る。無塗装の状態では楢のやや材質の黒っぽい感じであるが、クリア塗装すると力強い年輪が明瞭に現れるのが特徴である。
耐久性の高さから、かつては風雨にさらされる鉄道の枕木、電柱、同時に薄く引き剥がしやすい特性を生かし、屋根葺き用の薄板に使われた。また、かつては銃床の材料として広く用いられた。
現在では産出量が激減した。日本ではテーブルや無垢フロア材として使用されることが多い。また日本では漢字が「西」と「木」の組み合わせであることから西方浄土になぞらえて位牌などの仏具に使用されることも多い。
- 栗の無垢一枚板のテーブル（クリア塗装済み）
- 栗の無垢フロア（無塗装状態）

### 食用

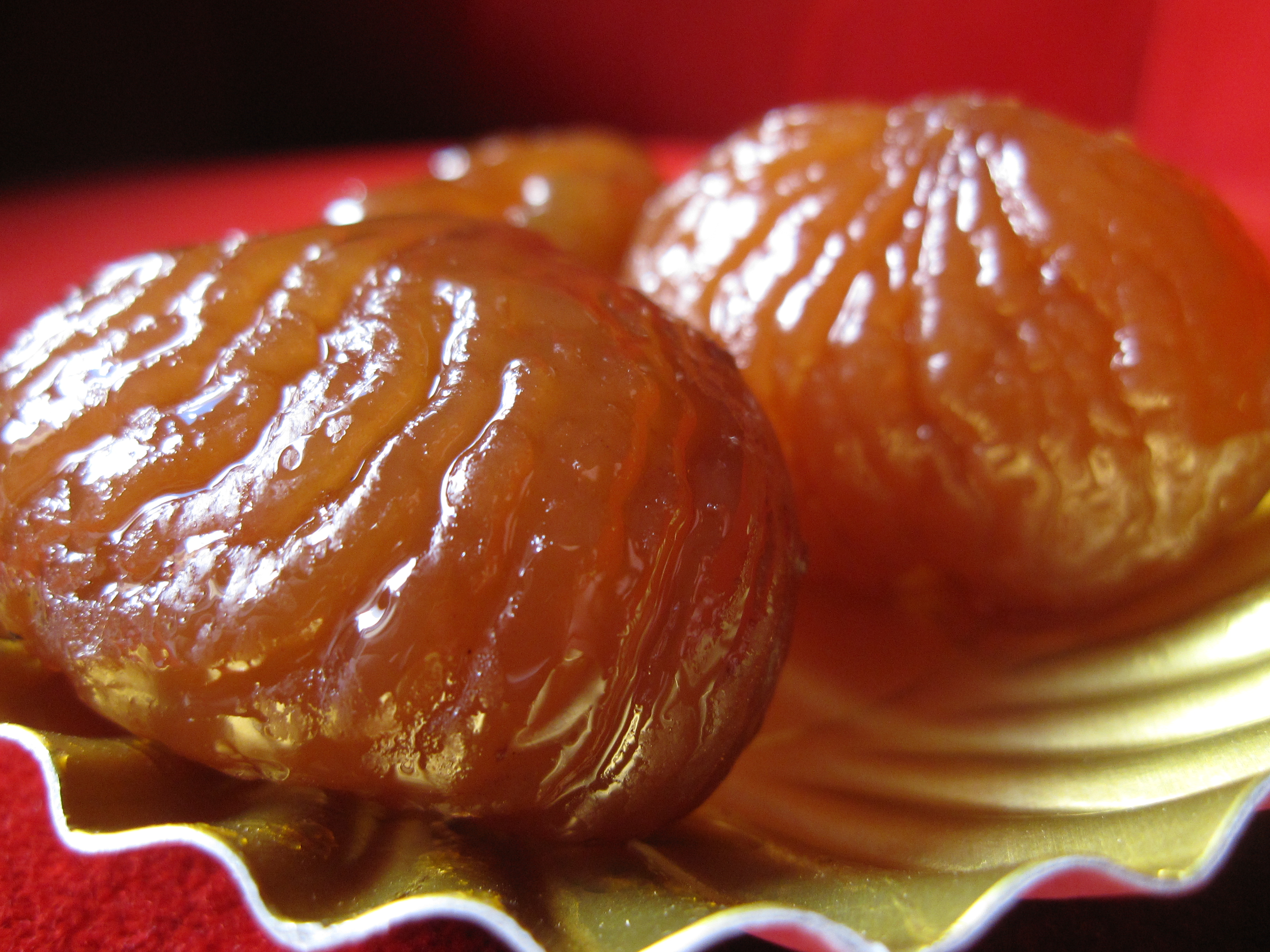
マロングラッセ

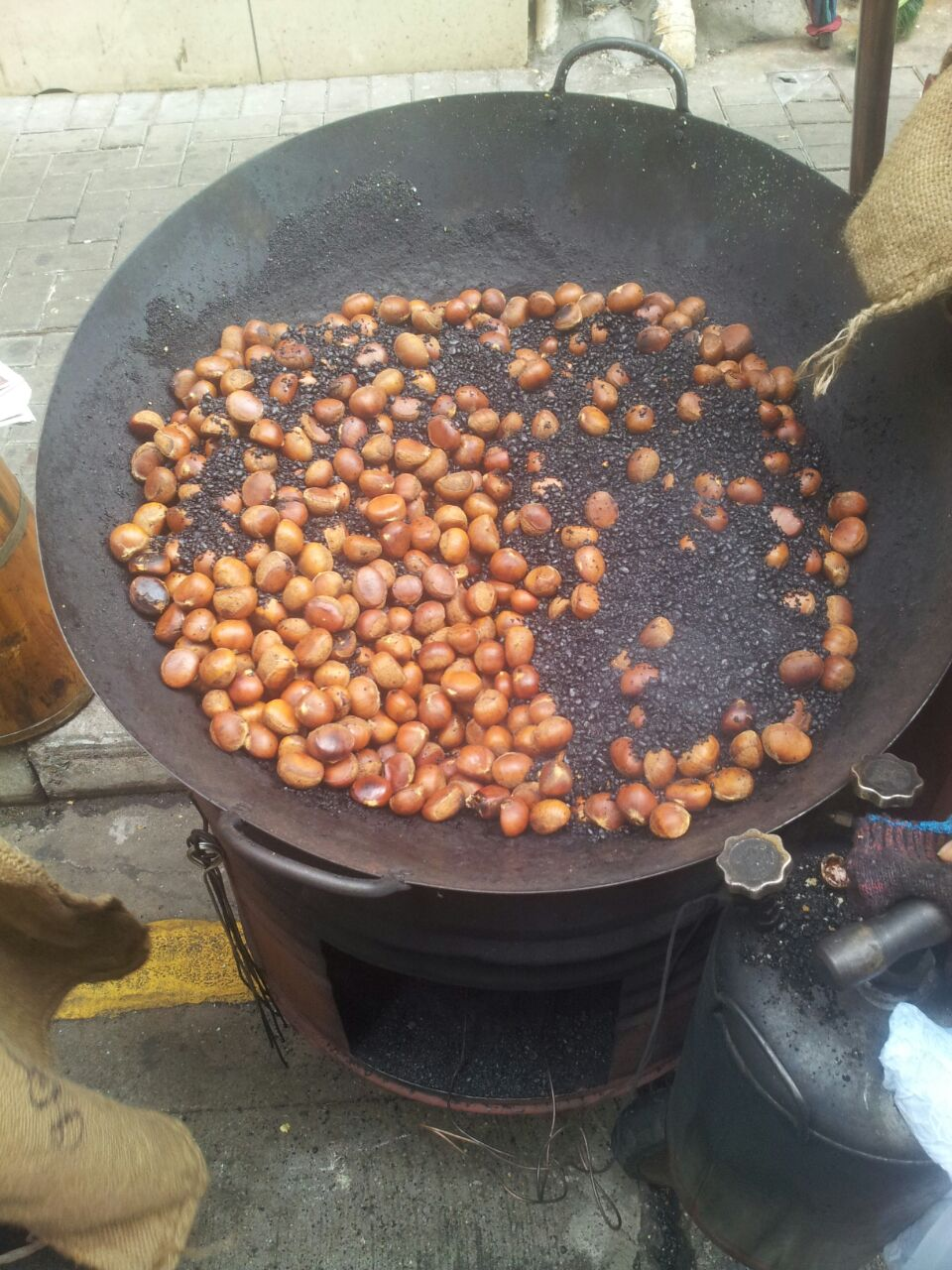
焼き栗（香港にて）。高温の小石により蒸し焼きにして調理する。手作業で調理する。

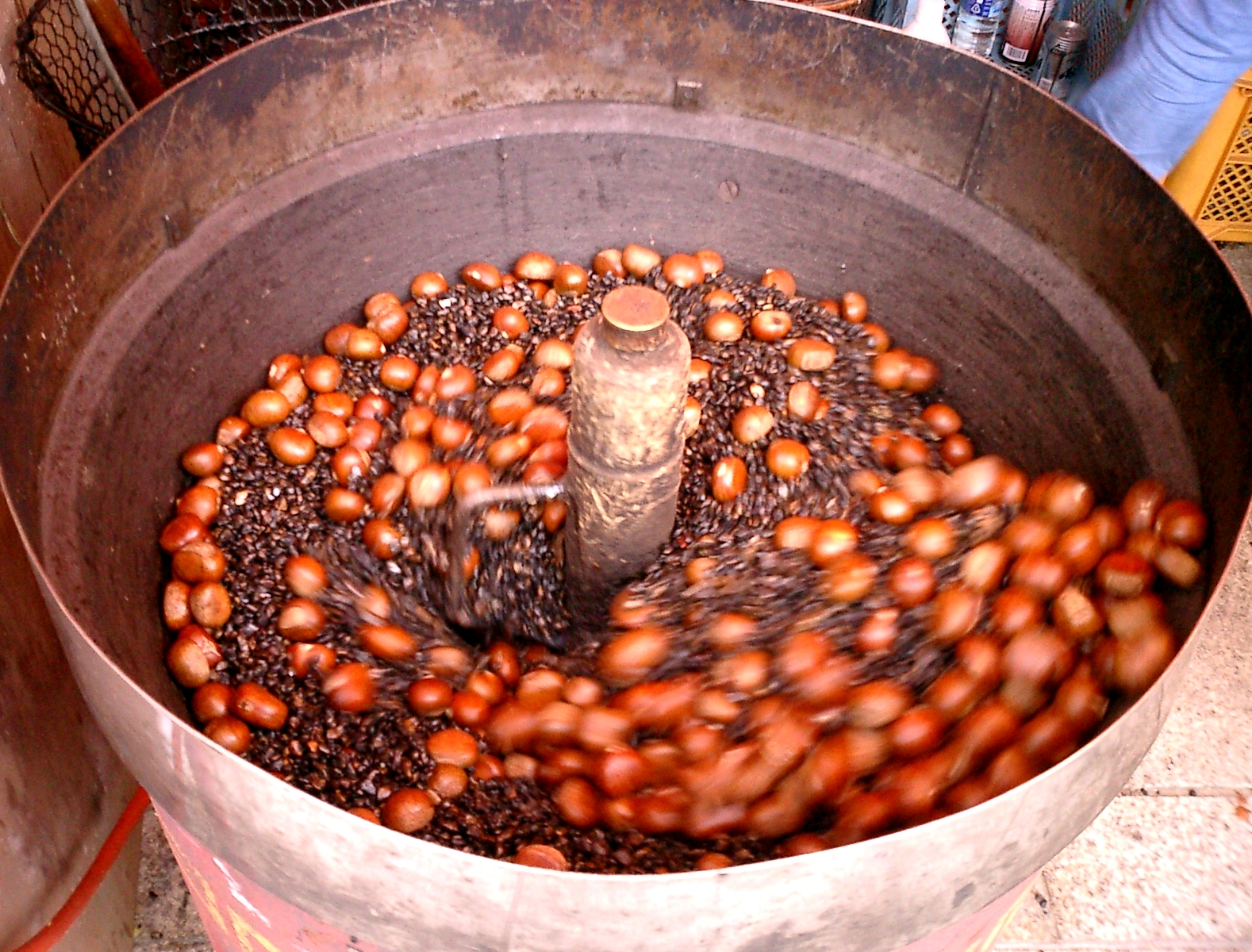
日本の夜店の電動化された甘栗調理装置。攪拌するための回転羽が電動で動く。

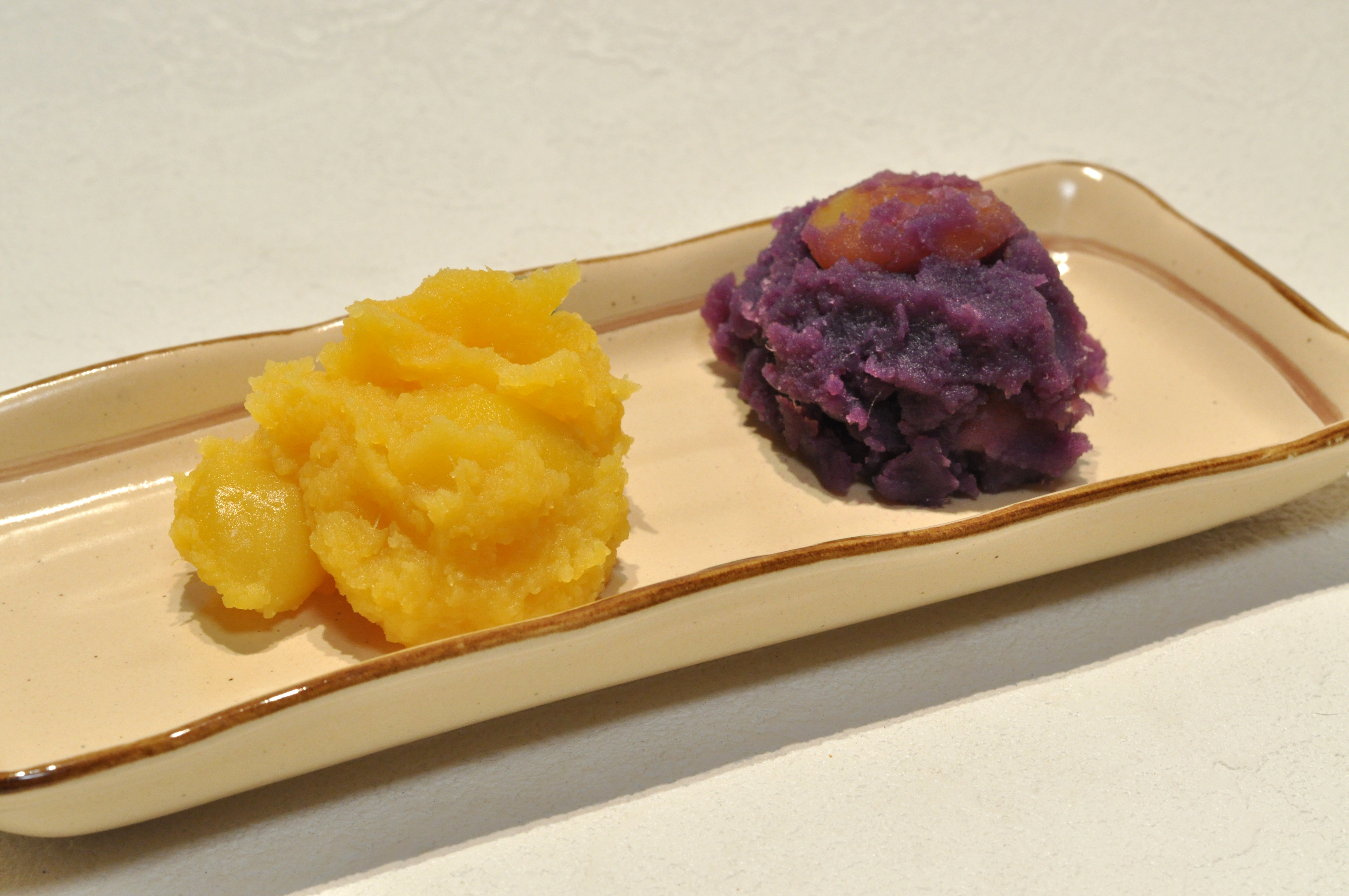
栗きんとん（左）。おせち料理の定番にもなっている。

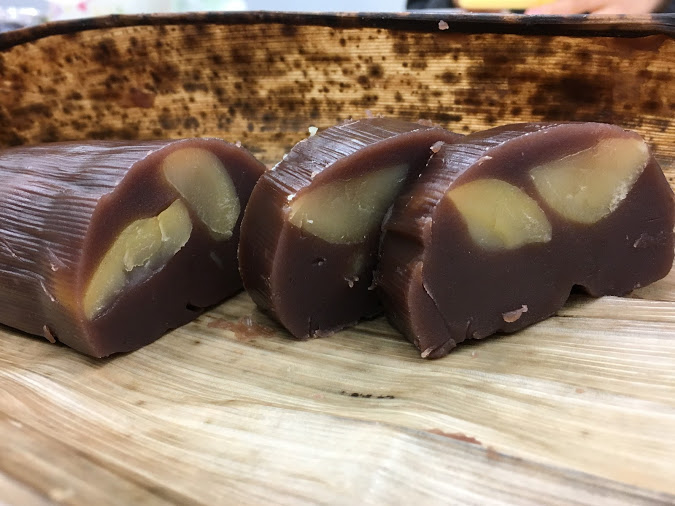
栗羊羹

#### 世界各地
欧州
フランスではマロングラッセにして食べられたり、あるいはクレーム・ド・マロン（fr:Crème de marrons）もある。マロン・ジャムをパンに塗り毎朝のように食べたり、おやつにそれを食べる家庭もある（赤いチェック柄の蓋の瓶が目印の「ボヌ・ママン（良いお母さん）」ブランドのものが有名で、日本でも販売されている。）
ケーキ屋（パティシエール）にはたいていクリを使ったケーキも置いてある。
モンブランの上に載せるというのも一般的である。
イタリアなどでは、「栗のポレンタ」というデザートもある。
フランスやイギリスでも焼き栗のようなものが街頭で売られていることがある。
中国
中国で料理に使うものとしては次のような例を挙げられる。
- 栗と鶏肉の炒め煮（鶏肉炆栗子） - 広東料理。
- 栗と豚足の煮込み（栗子燉猪蹄） - 広東料理。シイタケを加えることもあり、ヤギ肉などに変えることもある。
- 栗と白菜の揚げ煮（栗子焼白菜） - 河南料理。

ほかにも焼き栗も一般的。中国では「糖炒栗子」、「糖炒板栗」の名で、小石とともに人手で焼いて売られている。日本にも中国の焼き栗がもたらされ広まり、「天津甘栗」が知名度が高い。また韓国では（日本の焼き芋のように）屋台で売られる冬の風物詩である。

#### 日本での食用
縄文時代、採集・狩猟生活を送っていた縄文人（日本列島に住んでいた先住民族たち）にとってはドングリ・クルミなど堅果類が主要な食物資源であったわけであり、クリも食されていたと考えられている。縄文人の円形の集落の周囲には、意図的・計画的にドングリ・クルミ・クリなどが植えられ栽培されていた痕跡が残っている。（果実については果皮が薄いため、考古遺跡の遺物として出土することはまず無いが、クリの木を栽培していれば自然に実がなるわけで、それを食べない理由が無いので、当然食べていたと考えられている。）
戦国期から近世には蒸した栗果を扁平に加工した菓子である勝栗（打栗）が縁起物として重宝され、近世には地方名物として献上品にも用いられた。茹でたり焼いたりするのが一般的な食べ方。南ヨーロッパの森林地帯では、栗の実を乾燥して粉にしたものを小麦粉の代用品にしていた。
日本では、栗を干した後に搗（つ）いて殻と渋皮を除去したカチグリ（搗栗）が利用されていた。カチグリは名前が「勝ち」につながるため武家の縁起物とされた。日本在来種の栗は渋皮が取れにくくカチグリにするための手間がかかるため、近年では渋皮の取れやすい海外産の栗が安価なカチグリの原料とされている。
- 栗金団
  - 栗かの子 - 芋餡でなく栗餡を用いる栗金団。長野県小布施町の名物として知られる。
- 栗きんとん - 岐阜県東濃地方名産の和菓子で、「栗金団」とは異なる。
- 栗饅頭
- 栗羊羹
- 栗落雁 - 長野県などの郷土菓子。
- 甘露煮
- 栗御飯
- 茶碗蒸し - 北海道、青森県などでは銀杏に代わって栗の甘露煮が具として加えられる。
- ちらし寿司 - 愛媛県南予地方で定番の郷土料理。

近年では百均のダイソーで「むき甘栗」（「有機栽培栗100％　こだわりのむき甘栗」、中国産のもの）が100円で販売されており、手軽に安く手に入るのでリピート買いするという人も多い。

### 渋皮
渋皮はタンニンが含まれており、石鹸などに用いられる（渋皮石鹸）。

## 下位分類
C. alnifolia
北米に分布、英名Bush Cinkapin。
クリ C. crenata
日本および朝鮮半島南部に分布し樹高は20 mほどに達する。葉の形など全体的にクヌギ（Quercus acutissima）に似るが、葉はクヌギよりも細長く樹皮はより平滑（特に若い木ではその差が著しい、クリも老木では垂直方向に深い亀裂が多数入る）。種小名crenataは「鋭い鋸歯のある」の意味。果実は食用として縄文時代から利用されていた記録が残る他、硬く腐りにくい材は建築や鉄道の枕木に利用された。
アメリカグリ C. dentata
アメリカ合衆国東部原産。幹の直径3 m、樹高は30 mに達する巨大種だが種子はやや小ぶり。食用の他にタンニン採取用としてもきわめて有用であったが、クリ胴枯病（chestnut blight）に感受性が強く元々の分布地では数が激減した。
C. henryi
中国に分布するチンカピンの仲間で樹高25 mになる大型種。他のチンカピン同様イガの中で実が分割せず、1つのイガには丸い実が1つだけ入っている。中国名は錐栗。
シナグリ C. mollissima
中国原産。種小名mollissimaは「非常に柔らかい」ことを示す。樹高は20 mに達する。種子は大きいうえに、表面の渋皮を剥きやすく味も良いという優良食用種。一般に天津甘栗は本種を使用する。中国名は板栗。
C ozarkensis
アメリカに分布するチンカピンの仲間
チンカピングリ C. pumila
アメリカ合衆国原産。種小名のpumilaは「小さい」ことを示し、実際に樹高は10 mに満たない。チンカピンの仲間共通で1つのイガの中には1つの丸い実が入っているだけで、他のクリの様に複数は入っていない。
ヨーロッパグリ C. sativa
ヨーロッパ南部を中心に分布し、樹高は30 mに達する大型種。種小名sativaは「人が栽培する」の意味 で実際に古くから栽培されていた。樹皮は成長するにつれて亀裂が入るが、日本のクリが垂直方向に亀裂が入るのに対して本種はやや斜めに入る。アメリカ産のクリ程ではないがクリ胴枯病には弱い。
モーパングリ C seguinii
中国原産、現地名は芽栗